# Syczek długoskrzydły
Syczek długoskrzydły (Otus collari) – gatunek ptaka z rodziny puszczykowatych (Strigidae). Jest endemitem Indonezji, dotychczas spotkano go jedynie na wyspie Sangir Besar.
SystematykaGatunek ten naukowo opisali w 1998 r. Frank R. Lambert i Pamela Rasmussen. Holotyp (samica) został odłowiony na wyspie Sangir Besar 2 stycznia 1887 r. przez dr. C. Platena. Wyznaczono też 3 paratypy – samicę, samca oraz osobnika o nieustalonej płci. Przed pierwszym opisem gatunku jego przedstawicieli uznawano zwykle za syczki jasnobrzuche (Otus manadensis) lub syczki moluckie (O. magicus). Nie wyróżnia się podgatunków.
MorfologiaDługość ciała około 20 cm; masa ciała jednego zbadanego samca – 76 g; długość skrzydła 158–166 mm.
Zasięg występowaniaSyczek długoskrzydły jest endemitem indonezyjskiej wyspy Sangir Besar – największej spośród Wysp Sangihe położonych na północ od Celebesu.
StatusMiędzynarodowa Unia Ochrony Przyrody (IUCN) uznaje syczka długoskrzydłego za gatunek najmniejszej troski (LC – Least Concern). Liczebność populacji nie została oszacowana, ale ptak ten opisywany jest jako raczej pospolity. BirdLife International ocenia trend liczebności populacji jako stabilny, gdyż wylesianie na wyspie ma miejsce na niewielką skalę.